# Ithier Ier de Toucy
Pour l’article homonyme, voir Ithier de Toucy.
Ithier Ier de Toucy ou Ithier Ier de Narbonne (né vers 1010 - † vers 1080) est seigneur de Toucy à la fin du XIe siècle.

## Biographie
Vers 1030, l'évêque d'Auxerre Hugues de Chalon divise la partie qui lui appartient du comté d'Auxerre en trois châtellenie. Le fief de Donzy revient à son neveu Geffroy de Semur, celui de Toucy revient Ithier de Narbonne, un de ses parents du côté de sa mère, tandis que celui de Saint-Vérain revient à un autre de ses parents, Gibaud.
Vers 1040, il épouse une femme prénommée Élisabeth, probablement veuve de Boson de Saint-Florentin, et devient le tuteur de Gaudri de Saint-Florentin.
Vers 1059, il combat avec Aganon de Narbonne, probablement son frère, contre le comte Thibaud, mais la ville de Toucy est assiégée et brûlée.
Un Narjot de Toucy, probablement un cousin ou un neveu, est évêque d’Autun entre 1098 et 1112.

## Mariage et enfants
Vers 1040, il épouse une femme prénommée Élisabeth, probablement veuve de Boson de Saint-Florentin mais dont le nom de famille est inconnu, dont il a au moins quatre enfants :
- Ithier II de Toucy, qui succède à son père ;
- Hugues Ier de Toucy, qui succède à son frère ;
- Humbald de Toucy, cité comme enfant dans une charte de 1186, mais probablement mort jeune ;
- Narjot Ier de Toucy, qui succède à ses frères.

## Source
- Ernest Petit, Histoire des ducs de Bourgogne de la race capétienne, 1889.